# ليزا والتون
ليزا والتون (بالإنجليزية: Lisa Walton) هي لاعب هوكي الحقل نيوزيلندية، ولدت في 14 ديسمبر 1975 في كرايستشرش في نيوزيلندا.

## وصلات خارجية
- ليزا والتون على موقع الاتحاد الدولي للهوكي (الإنجليزية)
- ليزا والتون على موقع اللجنة الأولمبية الدولية (الإنجليزية)
- ليزا والتون على موقع أوليمبيديا (الإنجليزية)
- ليزا والتون على موقع اللجنة الأولمبية النيوزيلندية (الإنجليزية)
- ليزا والتون على موقع اتحاد ألعاب الكومنولث (مؤرشف) (الإنجليزية)